# Малошуйка
Малошуйка (рос. Малошуйка) — робітниче селище в Онезькому районі Архангельської області Російської Федерації.
Населення становить 1999 осіб. Входить до складу муніципального утворення Малошуйське поселення.

## Історія
Від 2004 року входить до складу муніципального утворення Малошуйське поселення.

## Населення
| 1959  | 1970  | 1979  | 1989  | 2002  | 2009  | 2010  |
| ----- | ----- | ----- | ----- | ----- | ----- | ----- |
| 8029  | ↘4489 | ↘4331 | ↘3972 | ↘3164 | ↘2893 | ↘2886 |
| 2011  | 2012  | 2013  | 2014  | 2015  | 2016  | 2017  |
| ↘2870 | ↘2821 | ↘2698 | ↗2771 | ↘2687 | ↘2618 | ↘2543 |